# タートルアイランド (バンド)
タートルアイランドは、日本のバンド。

## 概要
1999年、愛知県豊田市にて永山愛樹を中心に結成。西洋、東洋の楽器を用いたパンク、ハードコア、ロック、ロカビリー、各国の土着音楽を組み合わせたワールドビート・サウンドを特徴としている。
2012年からは横浜に拠点を置くプロダクション・レーベル「microAction」橋の下電力、神戸の「Personal Energy」地元を中心に全国の仲間達からなる「火付けぬ組」と共に愛知県豊田市矢作川河川敷において「橋の下世界音楽祭」を開催している。2018年に休止するも、2021年から開催している。また、永山愛樹と竹舞のユニット「ALKDO」も活動している。

## メンバー
- 永山愛樹(唄、ギター、テピョンソ)
- 竹舞(太鼓、チャンゴ、唄)
- 竜巻太郎(Drums、テピョンソ)
- 奥崎了史郎(太鼓、締め太鼓、チャッパ)
- 都築弘(太鼓、タブラ)
- 野中幹敏(Sax、テピョンソ)
- 後藤和紀(Upright Bass)
- CazU-23(Gt)
- 世界ジョージ(ドゥンドゥン、当り鉦、タマ)
- 臼井康浩(Gt)
- 粟田隆央(電力)

## ディスコグラフィー
1. 深海の水のように(2001)
2. 斑デ踊レ(2002)
3. 狂い咲け Meets Revolution(2004)
4. SELF NAVIGATION(2007)
5. 亀島音頭とホームラン音頭(2008)
6. ZUNAMA(2009)
7. PUNK KABUKI MACBETH ORIGINAL SOUND TRACK(2011)
8. この世讃歌(2012)
9. INNER TERRESTRIALS × TURTLE ISLAND - SPLIT(2012)
10. 橋の下世界音楽祭 -SOUL BEAT ASIA 2012-(2013)
11. 空空神々 -KALAKALA KANKAN-(2013)
12. 田んぼと煙突 (2014)
13. Turtle Island Acoustic(2014)
14. パルガンドウラン -Palgan Dorang-(2014)
15. AMEBA (2015)
16. 洒落頭 -シャレコウベ-(2016)
17. 生 (ALKDO, 2018)
18. LIVE IN TURTLE ISLAND(2021)
19. 自在遊睦時代到来(ALKDO, 2022)